# Кроссбоунс (Marvel Comics)
Кроссбоунс (англ. Crossbones, справжнє ім'я Брок Рамлоу (англ. Brock Rumlow) —  вигаданий персонаж з коміксів американського видавництва Marvel Comics, створений Марком Грюнвальдом і Кірон Дуайера. Вперше він з'явився в Captain America # 359 (Жовтень 1989). Кроссбоунс найбільш відомий тим, що зміг вбити Капітана Америку в сюжетній арці The Death of Captain America.

## Історія публікацій
Кроссбоунс був створений сценаристом Марком Грюнвальдом і художником Кірон Дуайера. Він вперше з'явився як камео в Captain America # 359 (Жовтень 1989) як фігура, яка спостерігає з тіні. У Captain America # 360 (Жовтень 1989) відбулася повна поява Кроссбоунса, проте сам персонаж названий не був. Його прізвисько стало відомо в Captain America # 362 (Листопад 1989).

## Вигадана біографія

### Походження
В молодості Брок Рамлоу очолював банду Диких Злочинців в Нью-Йорку. Після того, як він жорстоко побив п'ятнадцятирічну Рейчел Лейтон, два її брата напали на нього, в результаті чого старший з них був убитий. Рамлоу біг, вступивши до школи Таскмастера для злочинців. Три роки потому Рамлоу став інструктором під ім'ям Бінго Брок. Будучи найманцем, він був завербований Червоним Черепом (Альберт Малик) в Алжирі, працюючи на нього під ім'ям Фраг, до того часу, поки не був відправлений проникнути в швейцарський палац Арнима Зола. В кінцевому підсумку, залишившись єдиним вцілілим членом команди, Рамлоу зустрів там і вразив справжнього Червоного Черепа (Йоганн Шмідт), який прийняв послуги Рамлоу і дав йому нове кодове ім'я: Кроссбоунс.
Спрямований отримати п'ять фрагментів Кривавого Каменя Улісса Бладстоуна, Кроссбоунс стежив за Бароном Земо, який також шукав їх. Поки Земо бився з Капітаном Америкою, Череп вирубив тодішнього помічника і пілота Капітана, Джона Джеймсон і захопив два фрагмента; коли він взяв решту три, вони активізувалися і реанімували труп Барона Земо і дали контроль над ним інопланетянину. Кроссбоунс непомітно знищив Спіраль за допомогою арбалетного болта і захопив помічницю Капітана, в якій він впізнав Рейчел Лейтон. Він використовує її як приманку для Капітана, але коли Червоний Череп дізнався про залучення Капітана Америки, він наказав Рамлоу тікати.

### Робота на Червоного Черепа
Рамлоу вербує Контролера і Голоси служити Черепу як членів Команди Кістяків, очолюючи її проти Клубу Пекельного Вогню Селіни Галле.
Пізніше Брок намагається вбити Кінгпін, але був зупинений тифозних Мері і бився з Міченим, коли Кінгпін зміг сховатися.
Кроссбоунс очолює команду Кістяків, коли їх захоплює Група Священної Захисту, в яку входять Бліцкриг, Капітан Німеччина і Дух Часу. Після Арнім Зола рятує їх, а Череп підлаштовує їх з Кроссбоуносм смерті. Червоний Череп звільняє Рамлоу за те, що він почав оскаржувати рішення про альянс з Гадюкою.
Кроссбоунс направляється на схід, пропрацювавши недовго в Чикаго на місцевого наркобарона Марко Санціонаре. У Нью-Йорку Брок викрадає Рейчел Лейтон і промиває їй мізки, змушуючи її пройти посилену бойову підготовку. Також він змушує її викрасти сироватку супер-солдата Капітана Америки з Особняка Месників. Пізніше Кроссбоунс повертається на службу до Черепу.
Коли новий лідер команди Кістяків Головоріз становить план вбивства Рамлоу, однак Мати Ніч попереджає Кроссбоунса про це, і той нападає на Головоріза і пошкоджує його шийну вену. Рейчел Лейтон збігає, об'єднавши зусилля з Капітаном Америкою і Соколом, щоб захопити оперативників Черепа; Кроссбоунс був заарештований, але незабаром переконав чиновників у своїй «реабілітації». Використовуючи довірливість своїх тюремників, Кроссбоунс збігає і його наймає Гідра. Разом з Поглиначем він знищує посольства в Нью-Йорку, проте їх зупиняє Капітан Америка. Відданий Гідрою, Кроссбоунс збігає. Згодом він мстить своїм колишнім босам.
Він був найнятий Новим Сином вбити Гамбіту, однак, незважаючи на союз з Батроком і заздалегідь Кроссбоунс зазнав поразки через об'єднаних зусиль гільдії вбивць і злодіїв Нового Орлеана.

### Смерть Капітана Америки
Червоний Череп наймає Кроссбоунса для транспортування Космічного куба, однак перш ніж той приступає до завдання, Зимовий солдат Олександра Лукіна вбиває Черепа і викрадає куб. Лукін звинувачує Капітана Америку в убивстві Черепа, однак Кроссбоунс розуміє, що той бреше і починає вести за ним полювання. Кроссбоунс ознайомився з планами Черепа, після чого промив мізки його дочки - Синтія «Сін» Шмідт. Пізніше з'ясовується, що помираючи, Червоний Череп використовував Космічний куб, щоб перемістити свою свідомість в тіло Лукіна.
Під час Громадянської війни він організовує вбивство свого заклятого ворога Капітана Америки. У той час як Кроссбоунс вистрілив в Роджерса зі снайперської гвинтівки, союзник Капітана Шерон Картер, загіпнотизована Доктор Фаустус, вистрілила в нього тричі - в живіт і груди і один раз в повітря. Незабаром Кроссбоунс був захоплений Соколом і Зимовим солдатом, який побив його і здав під варту Щ. І. Т. Незабаром Кроссбоунс був допитаний Росомахою і Зірвиголовою, які проникли до в'язниці за допомогою магії Доктора Стренджа.
Під час свого ув'язнення Кроссбоунс був відправлений на ізольований острів, на якому панувала страшна епідемія. Кроссбоунс повинен був врятувати людину, стійкого до дії вірусу. Їм надається хлопчик, якого Кроссбоунс забирає з собою, залишаючи інших вижили на розтерзання монстрам. Незабаром Брок зраджує його роботодавців, захопивши вертоліт, після чого скидає хлопчика з вертольота.

### Робота з громовержця
Кроссбоунс був найнятий як новий член громовержця на чолі з Люком Кейджем. Під час місії в Новій Гвінеї Кроссбоунс зазнав впливу туману Терріген, що дало йому здатність генерувати енергію. Під час місії з Месниками Кроссбоунс, Джаггернаут і Привид виявилися в іншому вимірі разом з членами команди. Там Кроссбоунс спробував вбити Капітана Америку, проте був скинутий в рідину, яка нейтралізувала ефект Террігена. По закінченню місії Кроссбоунс був звільнений.

### Межі Землі
Під час сюжетної арки Межі Землі він був помічений як один з найманців Доктора Восьминога. Коли Сабра прослизає повз Октоботов, Кроссбоунс стріляє в неї.

### Робота з DOA
Протистояв Валікірії і Месників, об'єднавшись з новим Червоним Черепом і Сін. У жорстокому бою проти Росомахи Кроссбоунс був важко поранений, проте був зцілений Хеллштормом. Після цього вступив в DOA. Під час полювання за мітками пекла по всій країні, Кроссбоунс зіткнувся з Агентом Веном і манією, які володіли інопланетними формами життя - симбіонт. Кроссбоунс вступає в бій проти них, однак незабаром зник разом з іншими членами DOA.

## Сили і здатності
Незважаючи на відсутність суперздатності, Кроссбоунс є небезпечним бійцем. Він здатний знищувати супергероїв і суперзлодіїв. Часом він перевершує за силою навіть Капітана Америку. Кроссбоунс є одним з найкращих майстрів ближнього бою у світі, в основному використовуючи методи вуличної боротьби. Не останню роль в його підготовці зіграло навчання у Таскмастера. Незважаючи на масивну статуру, Кроссбоунс має вражаючу спритність, швидкість і маневреність. Крім цього він чудовий пілот і водій. До того ж, Кроссбоунс володіє навичками стрільби. Як правило він озброєний метальними ножами, арбалетом і різною вогнепальною зброєю. Він має деякі навички в областях тортур і управлінні свідомістю.
Будучи членом Громовержця, Кроссбоунс зазнав впливу туману Терріген під час місії. В результаті він опанував здатністю генерувати енергію і випускати її з очей у формі променів, а також здатністю управляти полум'ям. Він втратив свій творчий хист після падіння в невідому рідину, що нейтралізує ефект Террігена.

## Альтернативні версії

### Ultimate Marvel
Підліткова версія Кроссбоунса з'являється в Ultimate Marvel. Тут Кроссбоунс - вуличний панк і член банди Змій Черепів.

### День М
В реальності House of M Кроссбоунс є членом Володарів зла Худа. Деякий час потому він залишає команду разом з Коброю, містером Хайдом і Громовержцем.

### Відродження Героїв
В реальності Heroes Reborn Кроссбоунс є підручним Червоного Черепа. Ця версія Кроссбоунса була схильна до гамма-випромінювання для боротьби з Соколом і Капітаном Америкою. Він був убитий повстанцями О'Рейлі.

## Появи поза коміксів

### Телебачення
- Кроссбоунс з'являється в мультсеріалі "Месники, загальний збір!", де він був захоплений Месниками. Капітан Америка використовує його образ, щоб проникнути на базу змовників. Кроссбоунс з'являється в аніме Marvel Disk Wars: The Avengers. З'являється в 4 сезоні "Досконала Людина-Павук" в епізоді "випускний частина 1" стає ящером.

### Кіно
- Френк Ґрілло зображує Брока Рамлоу у фільмі «Перший месник: Інша війна». За сюжетом фільму Рамлоу - агент Щ.И.Т. і член команди Капітана Америки - У.Д.А.Р.. Рамлоу допомагає Капітану усунути піратів, які захопили судно Щ. И.Т.'а й звільнити заручників. Пізніше Олександр Пірс дає Рамлоу й іншим агентам організації наказ знешкодити Стіва Роджерса, який відмовляється розголошувати інформацію. Рамлоу й інші агенти влаштовують Капітану засідку в ліфті, але вони зазнають поразки. Коли Капітан Америка втікає, Рамлоу і його команді доручають захопити Стіва разом з Чорної вдовою. Незабаром відкривається, що Пірс, Рамлоу й багато інших агентів Щ.И.Т.а  є членами Гідри. Коли Капітан Америка розкриває правду про Гідру, Рамлоу протистоїть Агенту 13 і Соколу. В результаті падіння Гелікарріера на будівлю трискеліон тіло Рамлоу сильно обгоряє, проте він виживає. Френк Ґрілло повторив роль Рамлоу, що став Кроссбоунсом, у фільмі «Перший месник: Протистояння». Капітан Америка і Месники переслідували Кроссбоунса протягом шести місяців до тих пір, поки його місце розташування не було виявлено. На початку фільму він і його поплічники штурмують «Інститут інфекційних захворювань» в Лагосі, Нігерії, з метою викрадення біологічної зброї. На шляху терористів стають Капітан Америка, Чорна вдова, Сокіл і Червона відьма. Кроссбоунс вступає в бій зі Стівом Роджерсом в пошуках реваншу за свою поразку в попередньому фільмі. Врешті решт, Капітан Америка здобуває перемогу, руйнуючи посилені рукавички Кроссбоунса, яким потім знімає свій шолом, демонструючи понівечене обличчя. Рамлоу активує бомбу на своєму жилеті, в надії вбити і Капітана Америку, проте Червона відьма, намагаючись стримати вибух, піднімає Кроссбоунса високо над землею. Втім, бомба вибухає поруч з будівлею, де знаходилися кілька громадян Ваканди.

### Відеоігри
- У грі Captain America and the Avengers Кроссбоунс з'являється як бос. Кроссбоунс з'являється в грі «Lego Marvel's Avengers». Кроссбоунс з'являється в грі "Marvel Future Fight", де за нього можна зіграти.